# District de Kita (Ehime)
Pour l'article sur le district de Kita de la préfecture de Kagawa, voir district de Kita (Kagawa).
Le district de Kita (喜多郡, Kita-gun) est un district de la préfecture d'Ehime au Japon.
Selon l'estimation du 1er décembre 2011, sa population était estimée à 17 742 habitants pour une superficie de 299,5 km2, donnant ainsi une densité de population de 59,2 hab./km2.

## Municipalité du district
- Uchiko